# Марієтта Блау
Марієтта Блау (1894—1970) — австрійська вчена-фізик.

## Життєпис
Закінчила Віденський університет (1919). У 1924—1938 роках працювала в Інституті радію (Відень). Після аншлюсу 1938 році, в силу єврейського походження, мусила покинути Австрію, емігрувала в США, де в 1948—1950 роках працювала в Колумбійському університеті, в 1950—1955 роках — у Брукгейвенській національній лабораторії, в 1955—1960 — в університеті Маямі. 1960 року повернулася до Відня.
Наукові дослідження з радіоактивності, фізики космічних променів, ядерної фізики, ядерних фотоемульсій.
1925 року першою спостерігала сліди протонів в емульсії. Незалежно від інших, 1932 року виготовила перші емульсії для ядерних досліджень. 1936 року першою застосувала фотопластинки для дослідження космічних променів. 1937 року, спільно з Гертою Вамбахер, першою спостерігала утворення «зірок» у слідах космічних променів.
Член Австрійської академії наук.